# مايك ألفرد
مايك ألفرد (بالإنجليزية: Mike Alfred)‏ هو شاعر جنوب أفريقي، ولد في 26 يناير 1937.